# Syntormon pennatus
Syntormon pennatus är en tvåvingeart som beskrevs av Ringdahl 1920. Syntormon pennatus ingår i släktet Syntormon och familjen styltflugor. Inga underarter finns listade i Catalogue of Life.